# Thermocyclops ouadanei
Thermocyclops ouadanei is een eenoogkreeftjessoort uit de familie van de Cyclopidae. De wetenschappelijke naam van de soort is voor het eerst geldig gepubliceerd in 1978 door van de Velde.